# 48e corps de blindés (Allemagne)
Pour les articles homonymes, voir 48e corps.
Le 48e corps de blindés (en allemand : XXXXVIII. Panzerkorps) était un corps d'armée d'unités blindées (Panzer) de l'armée de terre allemande, la Heer, au sein de la Wehrmacht pendant la Seconde Guerre mondiale.

## Historique
Le XXXXVIII Panzerkorps est formé le 21 juin 1942 à partir du XXXXVIII. Armeekorps.
Il prend part à l'opération Barbarossa et combat dans des opérations défensives autour de Koursk, puis combat au sud de Stalingrad.
Mis en réserve à la fin de l'été  1942, il est la seule réserve disponible du groupe d'armées B pour s'opposer à  l'opération Uranus et empêcher l'encerclement de la 6. Armee à Stalingrad. Composé de la faible 22. Panzerdivision et de la plus faible encore 1re division blindée roumaine, il n'a pas les moyens de stopper la 5e armée blindée. Bien qu'encerclé, le XXXXVIII Panzerkorps réussira à se frayer un chemin jusqu'à l'ouest de la rivière Tchir avec les quelques éléments roumains ayant réussi à s'échapper de l'encerclement du groupe Lascar (en). Sa résistance affaiblira l'offensive russe, l'empêchant de border tout le cours de la Tchir et obligeant la Stavka à détourner des forces destinées à réduire la poche de Stalingrad, contribuant pour quelque temps à la survie de la 6. Armee.
Cela n'empêchera pas son commandant, le général Heim, de servir de bouc émissaire pour la défaite de Stalingrad : il perd le commandement de son corps d'armée dès le soir du 19 novembre 1942,, le jour même du déclenchement d'Uranus, et il est renvoyé de l'armée en janvier 1943.
Une fois sorti de l'encerclement, le corps est transféré du groupe d'armée Hollidt à  la 4e Panzerarmee et se voit réattribuer de nouvelles unités : la 11. Panzerdivision, la 7. Luftwaffen-Feld-Division et la 336. ID, afin de participer à l'opération Wintergewitter pour dégager la 6. Armee encerclée dans Stalingrad. Cependant, le XXXXVIII. Panzerkorps doit faire face à l'offensive lancée par la 5e armée blindée et la 5e armée de choc pour empêcher ce dégagement, il se trouve alors pris dans une série de combats défensifs sur le cours inférieur de la Tchir.
Durant le printemps 1943, il combat à Aksai, Kalinov, Tormosin (en) et Morozovsk. Il prend part à l'Opération Zitadelle (Koursk), puis combat à Radomyshl, Berdichev et Busko Zdrog. 

Il bat en retraite à travers la Pologne et finit la guerre sur les bords de l'Elbe.

## Organisation

### Commandants successifs
| Date                                 | Grade                     | Commandant                              |
| ------------------------------------ | ------------------------- | --------------------------------------- |
| 21 juin 1942 - 1er novembre 1942     | General der Panzertruppen | Rudolf Veiel                            |
| 1er novembre 1942 - 19 novembre 1942 | Generalleutnant           | Ferdinand Heim                          |
| 19 novembre 1942 - 26 novembre 1942  | General der Panzertruppen | Hans Cramer                             |
| 26 novembre 1942 - 30 novembre 1942  | General der Panzertruppen | Heinrich Eberbach                       |
| 30 novembre 1942 - 6 mai 1943        | General der Panzertruppen | Otto von Knobelsdorff                   |
| 6. mai 1943 - 30 août 1943           | General der Infanterie    | Dietrich von Choltitz                   |
| 30 août 1943 - 30 septembre 1943     | General der Panzertruppen | Otto von Knobelsdorff                   |
| 30 septembre 1943 - 22 octobre 1943  | General der Infanterie    | Dietrich von Choltitz                   |
| 22 octobre 1943 - 15 novembre 1943   | General der Panzertruppen | Heinrich Eberbach                       |
| 15 novembre 1943 - 4 août 1944       | General der Panzertruppen | Hermann Balck                           |
| 4 août 1944 - 19 août 1944           | General der Panzertruppen | Walther Nehring                         |
| 19 août 1944 - 20 septembre 1944     | General der Panzertruppen | Fritz-Hubert Graeser                    |
| 20 septembre 1944 - 31 mars 1945     | General der Panzertruppen | Maximilian Reichsfreiherr von Edelsheim |
| 31 mars 1945 - 8 mai 1945            | Generalleutnant           | Wolf Hagemann                           |

## Théâtres d'opérations
- Front de l'Est, secteur Sud : juin 1941 - juin 1943
- Front de l'Est, secteur Centre : juin 1943 - janvier 1945
- Pologne : janvier 1945 - février 1945
- Silésie et ouest de l'Allemagne : février 1945 - mai 1945

## Ordre de batailles

### Rattachement d'Armées
| Date     | Armée                   | Groupe d'Armées          |
| -------- | ----------------------- | ------------------------ |
| 1942     |                         |                          |
| Juin     | 4. Panzerarmee          | Heeresgruppe Süd         |
| Août     | 4. Panzerarmee          | Heeresgruppe B           |
| Décembre | Armee-Abteilung Hollidt | Heeresgruppe Don         |
| 1943     |                         |                          |
| Janvier  | Armee-Abteilung Hollidt | Heeresgruppe Don         |
| Mars     | 4. Panzerarmee          | Heeresgruppe Süd         |
| Avril    | Armee-Abteilung Kempf   | Heeresgruppe Süd         |
| Mai      | z. Vfg.                 | OKH                      |
| Juillet  | 4. Panzerarmee          | Heeresgruppe Süd         |
| Octobre  | 8. Armee                | Heeresgruppe Süd         |
| Novembre | 4. Panzerarmee          | Heeresgruppe Süd         |
| 1944     |                         |                          |
| Janvier  | 4. Panzerarmee          | Heeresgruppe Süd         |
| Avril    | 4. Panzerarmee          | Heeresgruppe Nordukraine |
| Juin     | 1. Panzerarmee          | Heeresgruppe Nordukraine |
| Août     | 4. Panzerarmee          | Heeresgruppe Nordukraine |
| Octobre  | 4. Panzerarmee          | Heeresgruppe A           |
| 1945     |                         |                          |
| Janvier  | 4. Panzerarmee          | Heeresgruppe A           |
| Février  | 17. Armee               | Heeresgruppe A           |
| 10 avril | 12. Armee               | Heeresgruppe Weichsel    |

### Unités subordonnées

#### Unités organiques
- Arko 108
- Korps-Nachrichten-Abteilung 448
- Korps-Nachschubtruppen 448
- Feldgendarmerie-Trupp 448

#### Unités rattachées
14 juin 1942
- 377. Infanterie-Division
- Division "Großdeutschland"
- 24. Panzer-Division

8 juillet 1942
- Division "Großdeutschland"
- 24. Panzer-Division
- 3. Infanterie-Division (mot)
- 16. Infanterie-Division (mot)

27 août 1942
- 24. Panzer-Division
- 14. Panzer-Division
- 29. Infanterie-Division (mot)

11 septembre 1942
- 24. Panzer-Division
- 14. Panzer-Division
- 29. Infanterie-Division (mot)
- 94. Infanterie-Division
- 20. rumänische Division

13 décembre 1942
- 11. Panzer-Division
- Stab 384. Infanterie-Division avec Alarmtruppen
- 336. Infanterie-Division
- 7. Luftwaffen-Feld-Division

17 mars 1943
- 11. Panzer-Division
- 106. Infanterie-Division
- 39. Infanterie-Division
- 6e Panzerdivision

29 avril 1943
- Panzergrenadier-Division "Großdeutschland"
- 11. Panzer-Division

6 juillet 1943
- 167. Infanterie-Division
- Panzergrenadier-Division "Großdeutschland"
- 3. Panzer-Division
- 11. Panzer-Division

16 août 1943
- 19. Panzer-Division (Kampfgruppe)
- 11. Panzer-Division

26 août 1943
- 19. Panzer-Division
- 11. Panzer-Division

26 décembre 1943
- 19. Panzer-Division
- 8. Panzer-Division
- SS-Division "Adolf Hitler"
- Kampfgruppe SS-Division "Das Reich"
- 1. Panzer-Division

16 septembre 1944
- 304. Infanterie-Division
- 20. Panzer-Grenadier-Division
- 16. Panzer-Division
- 97. Jäger-Division

1er mars 1945
- 208. Infanterie-Division
- 269. Infanterie-Division
- 329. Infanterie-Division

16 avril 1945
- 14. Flak-Division
- Kampfgruppe "Halle"
- Kampfgruppe "Leipzig"
- Kampfgruppe "Torgau"
- Kampfgruppe "Riesa"
- Kampfgruppe "Hermann"
- Kampfgruppe "Scherer"
- Bataillon "Schildau"

### Sources
- (de) XXXXVIII. Panzerkorps sur lexikon-der-wehrmacht.de